# Hyperostose
Als Hyperostose (Synonym Knochenhypertrophie, Knochenhyperplasie oder Supraossa) bezeichnet man eine krankhafte Vermehrung der Knochensubstanz, die sowohl nach innen (endostale Hyperostose) als auch nach außen (Exostose, kortikale Hyperostose) gerichtet sein kann. Im engeren Sinn sind Hyperostosen Knochenerkrankungen mit Zunahme der Knochendichte, also des Verhältnisses von Knochenmasse und -volumen.

## Ursachen
Knochenhypertrophien können vielfältige Ursachen haben. Gemeinsam ist ihnen, dass es zu einer Funktionsstörung der Osteoklasten und/oder Osteoblasten kommt, die zu einer vermehrten Knochenbildung führt. Hauptauslöser sind
- Reizungen: zumeist lokal begrenzte Hyperostose
- Endokrine Störungen: Hyperparathyreoidismus, Hypothyreose, Akromegalie
- Stoffwechselstörungen: chronisches Nierenversagen,
- Vergiftungen (Fluoride, Blei, Vitamin A, Arsen, Bismut, Strontium, Beryllium, Phosphor)
- Erbkrankheiten: juveniler Morbus Paget (Hyperostosis corticalis deformans juvenilis), Van-Buchem-Syndrom (Hyperostosis corticalis generalisata), Osteopetrose, Sichelzellenanämie
- Idiopathien, Krankheiten mit unbekannter Ursache: Infantile kortikale Hyperostose, Hyperostosis frontalis interna beim Morgagni-Syndrom, Calvarial-Hyperostosis-Syndrom
- Rheumatoide und Alterserkrankungen: SAPHO-Syndrom, Morbus Forestier (Hyperostosis vertebralis senilis ankylans oder DISH)
- chronische Infektionen: Tuberkulose
- Tumoren: z. B. Meningeome[4][5]
- Paraneoplastisches Syndrome: Pachydermoperiostose bei Bronchialkarzinom, Leukämien